# 拉希达·特莱布
拉希達·特萊布（英語：Rashida Tlaib；1976年7月24日—），美国巴勒斯坦裔政治人物，现为美国联邦众议员。
在她當選眾議員之前代表了密歇根眾議院的第6和第12區。她是第一位在密歇根州立法機關任職的穆斯林婦女。
特萊布（Tlaib）贏得了密歇根州第13國會選區美國眾議院席位的民主黨提名。2018年11月6日，她成功当选代表密芝根州第十三國會選區的联邦众议员。由此她不仅成为了首位巴勒斯坦裔国会议员。此外，她还与伊尔汗·奥马尔一同成为了国会历史上前两位穆斯林女性议员。
特萊布是美国民主社会主义者的成員。她和亚历山德里娅·奥卡西奥-科尔特斯是在美國國會首兩位DSA成員。兩位是第三和第四位在國會任職的DSA成員，也是第一位在國會任職的女性DSA成員。
在外交方面，她嚴厲批評以色列政府，呼籲停止美國對以色列的援助。特萊布一直是特朗普政府的批評聲音之一，並在2019年和2021年支持對他的兩次彈劾。

## 早期生活
拉希达是14個兄弟姊妹中最年長的一位，1976年7月24日出生於底特律，父母均為巴勒斯坦移民的工人階級。母親出生於拉姆安拉附近，父親出生於東耶路撒冷。他曾在一個生產線的福特汽車公司的工廠。作為家中兄弟姊妹年長者，特莱布在父母工作期間扮演了撫養兄弟姐妹的角色，但家庭有時不得不依靠社會福利來獲得支持。
她於2004年獲得了西密歇根大學庫利法學院法學博士學位。
2004年，當她與國會議員史蒂夫·托博克曼實習時，特萊布開始了她的政治生涯。當托博克曼在2007年成為多數黨領袖時，他聘請了特莱布給他的員工。

## 州眾議院
2008年，托博克曼鼓勵特莱布競選他的座位，由於任期限制他必須離任。該個市區選區40％為西班牙裔、25％為非洲裔美國人、30％為非西班牙裔白人、2％為阿拉伯裔美國人。特莱布面臨著一個非常激烈的競爭，包括幾個拉美裔人，包括前州代表貝爾達加扎。特莱布取得了勝利，在八路民主黨初選中獲得44％的選票。特莱布以超過90％的選票贏得選舉。
2010年，特莱布在初選遇到了首次角逐公職的Jim Czachorowski的挑戰。特莱布獲得85％的選票，而Czachorowski為15％。特莱布還以92％的選票贏得大選，擊敗共和黨挑戰者Darrin Daigle。
在擔任州眾議員期間，特萊布是在美國各州立法機構任職的十名穆斯林之一。為詹姆斯·卡魯布之後，她是第二位在密歇根州眾議院任職的穆斯林。特莱布是全國第二位穆斯林婦女在州議會服務，第一位是密蘇里州的賈米勒·納什德。她和同在2008年當選的共和黨人賈斯汀·阿馬什是密歇根州議會的首兩位巴勒斯坦裔議員。
離開州眾議院後，特莱布在底特律非營利組織Sugar Law Center工作，該組織為工人提供免費法律代理。

## 美國眾議院
2018年特別選舉
2018年，特萊布宣布打算競選約翰·科尼爾斯在國會的席位。
特莱布在底特律市議會主席布倫達·瓊斯的特別選舉中獲得第二位，次於瓊斯獲得32,727票（佔總票數的37.7％），她獲得31,084票（35.9％），前國會議員Conyers的侄子Ian Conyers以9,740票（11.2％）獲得第四名。瓊斯在特別選舉中沒有遇到主要的反對政黨如共和黨。
2018年大選
在大選中的民主黨初選中，特莱布擊敗了Jones和Wild等人。她在初選上獲得27,803票，即31.2％。儘管瓊斯已經進行了11個小時的獨立競選，但她在2018年11月沒有遇到任何大黨反對派（共和黨）。
2018年11月6日，她在沒有共和黨的對手、只有小黨對手的情況下，成功当选代表密芝根州第十三國會選區的联邦众议员。由此她不仅成为了首位巴勒斯坦裔国会议员。此外，她还与明尼蘇達州第五國會選區之伊尔汗·奥马尔一同成为了国会历史上前两位穆斯林女性议员。
2020年大選
瓊斯在2020年民主黨初選中挑戰了特萊布。特萊布最後以66％對34％勝出。獲得競選連任的機會，最後勝出並連任。

#### 眾議院道德委員會調查
在2020年8月，眾議院道德委員會指示Tlaib賠償她的競選活動$ 10,800。聲明女國會議員“有義務按照聯邦競選法律和法規的嚴格技術要求行事，包括對競選資金個人使用的限制”。

### 委員會任務
- 金融服務委員會
  - 美國眾議院金融服務消費者保護和金融機構小組委員會
  - 美國眾議院金融服務住房，社區發展和保險小組委員會
- 監督和改革委員會
  - 美國眾議院監督經濟和消費者政策小組委員會
  - 美國眾議院監督環境小組委員會

### 核心小組成員
- 國會進步核心小組

## 政治立場

### 以巴衝突
特萊布說她反對向“納坦尼雅胡以色列”提供援助，並支持巴勒斯坦人的返回權、一國解決方案以及從河流到大海。  她也是少數幾個公開支持反對以色列的抵制、撤资、制裁（BDS）運動的國會議員之一。2019年1月，她批評參議員馬可·魯比奧和吉姆·里施提出的反BDS立法。特莱布認為抵制是一種權利，並說Rubio和Risch“忘記了他們所代表的國家”。特莱布的評論受到包括反誹謗聯盟在內的幾個猶太團體的批評“雖然所討論的立法是由四名非猶太參議員贊助的，但任何雙重忠誠的指控對猶太人都有特殊的敏感性和共鳴，特別是在反猶太主義抬頭的環境中。” 特萊布對他們回應表示她的評論是針對魯比奧和里施的。
特萊布是17位投票反對2019年7月的眾議院決議的國會議員中的一位，該議案內容是譴責BDS運動，決議最終以381票的優勢獲得通過。

#### 被拒絕入境
在2019年8月15日，以色列接受川普的建議，決定特萊布和她的同仁伊爾汗·奧馬爾被拒絕進入該國。以色列副外交大臣茲皮·霍托夫利說，以色列不會“允許那些否認我們存在於這個世界上的權利的人進入”，並將其稱為“非常合理的決定”。
以色列內政部表示，特萊布此前同意遵守政府制定的任何規則，以換取被允許訪問該國，但是她又提出“旨在抨擊以色列國的挑釁性要求” 。

#### 被眾議院譴責
以色列—哈瑪斯戰爭期間，特萊布指控拜登總統支持「種族滅絕」巴勒斯坦人，警告這會影響2024年大選，呼籲拜登支持以哈停火。結果眾議院以234票對188票通過對特萊布的譴責。眾議院指控其「宣傳有關2023年10月7日哈瑪斯襲擊以色列的虛假陳述，並呼籲摧毀以色列國」。

### 川普政府
特莱布是從川普宣布參選以來，一直是總統特朗普政府的聲音批評者，並主張彈劾總統。2016年8月，特莱布抗議特朗普在科博中心發表的講話，並被趕出會場。2019年1月3日上任，她在與約翰·博尼法斯共同撰寫的底特律自由報的一篇專欄文章中呼籲彈劾特朗普，其中還用不雅字眼辱罵川普。 在該專欄文章中，特莱布與民主黨領導人在如何推進彈劾方面不同：“那些說我們必須等待特別顧問穆勒的人 在國會開始任何彈劾程序之前完成他的刑事調查，無視這種至關重要的區別（提到國會彈劾的權力）。
特朗普曾對她的言論說：「好吧，你不能彈劾那些做得很好的人......我認為她羞辱了自己，我認為她羞辱了她的家人。我以為是非常不尊重美利堅合眾國。」
她反對川普的一部份爭議政策，例如導致以巴衝突相關的一國方案政策。也一直主張彈劾時任川普總統，川普在任內時也不時批評她。

### 其他
- 民主黨：美國民主社會黨成員特萊佈在政治上與民主黨的左翼保持一致。[24][1]
- 國內政策：她支持國內改革，包括“全民醫保”（單支付醫療保健）和每小時15美元的最低工資。[25]
- 移民： 特莱布是廢除移民海關執法機構運動的早期支持者。
- 美中關係： 特莱布曾到中華人民共和國訪問，她反對美國制裁香港及中國官員，亦反對香港人權與民主法。[來源請求]

- 2019年11月14日，眾議院道德委員會宣布，正在調查特莱布是否違反國會規則將國會競選資金用於個人支出。[26]2020年8月，眾議院道德委員會指示特萊布賠償她的競選活動$10,800。聲明女國會議員「有義務按照聯邦競選法律和法規的嚴格技術要求行事，包括對競選資金個人使用的限制」。

## 個人生活
1998年，在22歲時，特莱布與法耶茲·特莱布結婚。他們有兩個兒子，Adam和Yousif。但是這對夫妻已經於2015年離婚了。2018年，一位競選發言人稱特萊布為單身母親。

## 選舉歷史
- 2008年州眾議院
  - 拉希達·特萊布 民主黨(D)，90%
  - 達林·戴格 共和黨(R)，10%
- 2008年州眾議院民主黨初選
  - 拉希達·特萊布 (D)，44%
  - Carl Ramsey (D)，26%
  - Belda Garza (D)，9%
  - Daniel Solano (D)，7%
  - Lisa Randon (D)，7%
  - Denise Hearn (D)，5%
  - Rochelle Smith (D)，1%
  - Nellie Saenz (D)，1%
- 2010年州眾議院民主黨初選
  - 拉希達·特萊布 (D)，85%
  - Jim Czachorowski (D)，15%
- 2010年州眾議院選舉
  - 拉希達·特萊布 (D)，92%
  - 達琳·戴格 (R)，8%
- 2014年州眾議院民主黨初選
  - 維吉爾·史密斯 (D)，50%
  - 拉希達·特萊布(D)，42%
  - 霍華德·沃西 (D)，8%

| 党派 | 党派               | 候选人                  | 得票数  | 百分比 |
| ---- | ------------------ | ----------------------- | ------- | ------ |
|      | 民主党             | 拉希达·特莱布           | 165,355 | 84.2   |
|      | Working Class      | 薩姆·約翰遜             | 22,186  | 11.3   |
|      | 绿党               | D. Etta Wilcoxon        | 7,980   | 4.1    |
|      | 独立候选人         | Brenda Jones (write-in) | 633     | 0.3    |
|      | n/a                | Other write-ins         | 145     | 0.1    |
| 合计 | 合计               | 合计                    | 196,299 | 100.0  |
|      | 民主党保持既有席位 |                         |         |        |

| 党派 | 党派          | 候选人                    | 得票数  | 百分比 |
| ---- | ------------- | ------------------------- | ------- | ------ |
|      | 民主党        | 拉希达·特莱布 (incumbent) | 71,703  | 66.3   |
|      | 民主黨 (美國) | Brenda Jones              | 36,493  | 33.7   |
| 合计 | 合计          | 合计                      | 108,196 | 100.0  |

## 外部連結
- 官方网站
- 拉希达·特莱布的Facebook專頁
- 拉希达·特莱布的X（前Twitter）
- 拉希达·特莱布的Instagram帳戶
- YouTube上的拉希达·特莱布頻道